# Shane Harper
Shane Steven Harper (* 14. února 1993, La Jolla, Kalifornie, USA) je americký herec, zpěvák, skladatel a tanečník. Nejvíce se proslavil rolí Joshe Wheatona v nezávislém křesťanském filmu God's Not Dead a rolí Spencera v Hodně štěstí, Charlie. Jeho debutové album vyšlo 14. února 2012.

## Životopis
Shane se narodil v La Jolle v Kalifornii a je synem Tanyi a Scotta Harpera. Má starší sestru Samanthu, která je profesionální tanečnice a mladšího bratra Sullivana, který se živí jako model. V devíti letech se začal učit tančit a hrát v místních divadlech a soutěžních týmech. Také začal zpívat, hrát na kytaru a piano. Je trénovaný v tanečních stylech jako balet, hip-hop, lyrical, jazz a step. Od 4 do 12 let chodil na bojová umění a obdržel černý pás v karate. Na jaře roku 2006 nabídl Shanovi zastupování talentový agent, který seděl v porotě regionální taneční soutěže.

## Kariéra

### Herectví
Jako tanečník se objevil v několika seriálech a filmech jako Muzikál za střední 2, Animovaný život, Dance Revolution a poté získal pozici hlavního tanečníka v seriálu stanice Nickelodeon Dance on Sunset. V roce 2006 se objevil ve videoklipu Samanthy Jade k písničce "Step Up". V roce 2010 získal první dvě filmové role a to ve filmech Jmenuju se Kahn a Má mě rád, nemá mě rád. V tom samém roce získal vedlejší roli v seriálu stanice Disney Channel Hodně štěstí, Charlie a objevil se v jedné epizodě seriálu Kouzelníci z Waverly. Hostující roli získal jako hudební host v So Random! a vystoupil se svým singlem "One Step Closer". Také se objevil v sedmi epizodách seriálu Nešika jako Austin Welch.
V březnu roku 2014 získal hlavní roli v křesťanském filmu God's Not Dead. Další hlavní roli získal v seriálu stanice MTV Happyland, který byl po jedné sérii zrušen. V roce 2015 si zahrál ve filmu Lift Me Up. Televizním muzikálový film The Passion, ve kterém si zahrál měl premiéru 20. března 2016 na stanici Fox. Zahrál si roli Robbieho, číšníka, ve tříhodinovém televizním filmu stanice ABC Dirty Dancing. V roce v 2018 si zahrál Joshe Wheatona ve filmu God's Not Dead: A Light in Darkness a ve filmu The Time Capsule.

### Hudba
V roce 2011 podepsal smlouvu s nahrávací společností AMi Records. Jeho první singl "Dance with me" měl premiéru 30. března 2011 a videoklip byl zveřejněn o několik týdnů později. V roce 2011 vydal druhý singl ze svého debutového alba "One Step Closer". Album vyšlo 12. dubna 2011. Třetím singlem byl "Rocketship" a ve videoklipu spolu s ním hraje jeho přítelkyně Bridgit Mendler. Jeho písnička "Next Chapter of Our Lives" se objevila ve finální epizodě seriálu Sladký život na moři. Speciální verze jeho alba "Shane Harper" byla zveřejněna 14. února 2012 v obchodech Target. V roce 2012 vydal EP Dancin in the Rain.
V roce 2016 oznámil, že podepsal smlouvu s nahrávací společností Capitol. V dubnu oznámil, že na jeho letním turné podpoří umělce Jacoba Whitesidese. 27. května 2016 vyšlo EP Like I Did. V srpnu měl premiéru videoklip k písničce "Like I DId".

## Filmografie

### Film
| Rok  | Název                               | Role               | Poznámky                           |
| ---- | ----------------------------------- | ------------------ | ---------------------------------- |
| 2006 | Animovaný život                     | Taneční            |                                    |
| 2007 | Muzikál ze střední 2                | Tanečník           |                                    |
| 2010 | Jmenuji se Kahn                     | Tim Tompson (hlas) |                                    |
| 2010 | Má mě rád, nemá mě rád              | Matt Baker         |                                    |
| 2011 | Game Time: Tackling the Past        | Sean Tate          |                                    |
| 2014 | God's Not Dead                      | Josh Wheaton       |                                    |
| 2014 | Zamilovaní rivalové                 | Brandon            |                                    |
| 2015 | Lift Me Up                          | Stephen            |                                    |
| 2016 | An Apprentice                       |                    | krátkometrážní film, pouze režisér |
| 2017 | Flock of Four                       | Sam Grover         |                                    |
| 2018 | God's Not Dead: A Light in Darkness | Josh Wheaton       |                                    |

### Televize
| Rok       | Název                    | Role          | Poznámky                                  |
| --------- | ------------------------ | ------------- | ----------------------------------------- |
| 2006      | Dance Revolution         | Tanečník      | Vedlejší role                             |
| 2007      | Zoey 101                 | Student       | díl: „Drippin“                            |
| 2008      | Dance on Sunset          | Sám sebe      |                                           |
| 2009      | Umíte tančit?            | Sám sebe      | 6. série, host, vystoupení s Katie Holmes |
| 2010-14   | Hodně štěstí, Charlie    | Spencer Walsh | Vedlejší role                             |
| 2011      | Kouzelníci z Waverly     | Fidel         | díl: „Tři Maxové a jedna malá slečna“     |
| 2012      | So Random!               | Sám sebe      | díl: „Shane Harper“                       |
| 2013–2014 | Nešika                   | Austin        | Vedlejší role (3.-4. série)               |
| 2014      | Happyland                | Ian Chandler  | Hlavní role                               |
| 2016      | The Passion: New Orleans |               | TV film                                   |
| 2017      | Dirty Dancing            | Robbie Gould  | TV film                                   |
| 2017      | Wisdom of the Crowd      | Jason Forde   | díl: „Trojan Horse“                       |
| 2018      | The Time Capsule         | Tom Paxton    | TV film                                   |

## Diskografie

### Studiová alba
- Shane Harper (2011)

### EP
- Dancin' in the Rain (2012)
- Like I Did (2016)